# سن-سورن (شودییر-آپالاش)
سَن-سِورَن، شُدییِر-آپالاش (به فرانسوی: Saint-Séverin, Chaudière-Appalaches) قصبه‌ای در منطقه شهری روبر-کلیش ناحیه شودییر-آپالاش در استان کبک کانادا است. در سرشماری سال ۲۰۱۱ این قصبه ۲۵۸ نفر جمعیت داشته‌است و مساحت آن ۵۶٫۲۲ کیلومتر مربع است.